# 2015 en Turquie
Cet article présente les faits marquants de l'année 2015 en Turquie.

## Évènements
- 7 juin 2015 : élections législatives. Le Parti de la justice et du développement (AKP), en recul, conserve la majorité mais n'atteint pas le seuil des trois cinquièmes qui lui permettrait de mener des réformes constitutionnelles. Le Parti démocratique des peuples (HDP, pro-kurde) est en progrès.
- 20 juillet 2015 : un attentat à Suruç, près de la frontière syrienne, fait 33 morts et une centaine de blessés dans un rassemblement de jeunes de mouvements de gauche et pro-kurdes[1].
- 24 juillet 2015 :
  - Trois F-16 de l'Armée de l'air turque bombardent une position de l'État islamique en Syrie. C'est la première fois que les forces aériennes turques participent aux opérations de la coalition contre l'EI [2].
  - Le même jour, l'aviation turque bombarde des bases des rebelles kurdes du PKK en Irak tandis que la police turque arrête de nombreux suspects proches des milieux djihadistes ou pro-kurdes[3].
- 10 octobre 2015 : un attentat à Ankara contre une manifestation réunissant plusieurs mouvements pro-kurdes et de gauche fait au moins 102 morts et 500 blessés ; c'est le plus meurtrier de l'histoire de la Turquie[4].
- 1er novembre 2015 : élections législatives anticipées. L'AKP renforce sa majorité[5].